# Jerzy Handschke
Jerzy Ryszard Handschke (ur. 5 marca 1948 w Rogoźnie, zm. 13 grudnia 2013) – polski ekonomista, prof. dr hab. nauk ekonomicznych. Specjalista w zakresie finansów i ubezpieczeń gospodarczych.

## Życiorys
Lata szkolne spędził w rodzinnej miejscowości. W 1965 rozpoczął studia na Wydziale Ogólnoekonomicznym Wyższej Szkoły Ekonomicznej w Poznaniu. Po zdobyciu tytułu magistra w 1970, pozostał na uczelni jako doktorant w Zakładzie Ubezpieczeń Instytutu Ekonomiki Obrotu Towarowego i Usług. W 1975 na podstawie pracy pt. Kryteria oceny jakości typu obowiązkowych ubezpieczeń rolnych otrzymał tytuł doktora i nagrodę Ministra Nauki Szkolnictwa Wyższego i Techniki. W tym samym roku został adiunktem w Katedrze Ubezpieczeń. W 1978 zorganizował Instytut Ubezpieczeń i Prewencji na Wydziale Ekonomicznym Wyższej Szkoły Inżynierskiej w Radomiu. Funkcję dyrektora tego instytutu pełnił do roku 1990. Rok później uzyskał habilitację w Państwowej Akademii Finansów w Moskwie na podstawie pracy pt. Ubezpieczenia jako instrument polityki ekonomicznej w warunkach współczesnego socjalizmu. W 1993 powrócił na stanowisko adiunkta w Katedrze Ubezpieczeń Akademii Ekonomicznej w Poznaniu, cztery lata później został profesorem nadzwyczajnym, a w 2005 objął stanowisko kierownika tej katedry. Równolegle, w okresie od 1996 do 2007, kierował Katedrą Ubezpieczeń Wyższej Szkoły Bankowej w Poznaniu. W 2013 roku z rąk Prezydenta RP odebrał tytuł naukowy profesora nauk ekonomicznych.
Był autorem ponad 100 publikacji naukowych z dziedziny ubezpieczeń gospodarczych, promotorem 9 prac doktorskich oraz recenzentem 11 prac doktorskich i habilitacyjnych. Był również wiceprezesem zarządu Izby Gospodarczej Ubezpieczeń i Obsługi Ryzyka oraz arbitrem Sądu Polubownego przy Rzeczniku Ubezpieczonych. W latach 1981–1999 sprawował funkcję wiceprzewodniczącego Sekcji Polskiej Międzynarodowego Stowarzyszenia Prawa Ubezpieczeniowego (AIDA).
W 2008 został uznany przez Gazetę Ubezpieczeniową Człowiekiem Roku.
W latach 2012–2013 zasiadał w radzie nadzorczej PZU Życie S.A.

## Stanowiska
- 1975–1978 – adiunkt w Katedrze Ubezpieczeń Wyższej Szkoły Ekonomicznej w Poznaniu
- 1978–1990 – dyrektor Instytutu Ubezpieczeń i Prewencji Wyższej Szkoły Inżynierskiej w Radomiu
- 1993 – adiunkt w Katedrze Ubezpieczeń Akademii Ekonomicznej w Poznaniu
- 2005 – kierownik Katedry Ubezpieczeń Uniwersytetu Ekonomicznego w Poznaniu
- profesor nadzwyczajny na Wydziale Zarządzania i Ekonomii Wyższej Szkoły Komunikacji i Zarządzania w Poznaniu
- profesor nadzwyczajny w Wyższej Szkole Finansów i Informatyki im. prof. Janusza Chechlińskiego w Łodzi
- profesor nadzwyczajny w Instytucie Ekonomicznym Państwowej Wyższej Szkoły Zawodowej im. Stanisława Staszica w Pile
- Wiceprezes zarządu Izby Gospodarczej Ubezpieczeń i Obsługi Ryzyka
- 1981-1999 – wiceprzewodniczący Sekcji Polskiej Międzynarodowego Stowarzyszenia Prawa Ubezpieczeniowego [AIDA]
- redaktor naczelny Wiadomości Ubezpieczeniowych[3][4]

## Członkostwa
- członek Rady Programowej Prac i Materiałów Wydziału Zarządzania Uniwersytetu Gdańskiego
- członek Rady Naukowej Rozpraw Ubezpieczeniowych
- członek Komitetu Redakcyjnego Serii Współczesne ubezpieczenia
- członek Rady Ubezpieczonych przy Rzeczniku Ubezpieczonych
- członek Prezydium Komisji ds. Etyki przy Polskiej Izbie Pośredników Ubezpieczeniowych i Finansowych
- Przewodniczący Komisji Rewizyjnej Polskiego Towarzystwa Ekonomicznego, oddziału w Poznaniu
- Członek The Board of Governors International Insurance Society[3]

## Nagrody, wyróżnienia, odznaczenia
- 1975 – nagroda III stopnia Ministra Nauki, Szkolnictwa Wyższego i Techniki za osiągnięcia w badaniach naukowych
- 1984 – odznaka „Za zasługi dla województwa radomskiego”
- 1985 – Srebrny Krzyż Zasługi
- 1985, 1989 – srebrna i złota Odznaka Honorowa Polskiego Towarzystwa Ekonomicznego
- 1986 – Medal Komisji Edukacji Narodowej
- 1987, 1988 – srebrna i złota odznaka „Za zasługi dla finansów PRL”
- 1994 – tytuł doktora honoris causa Akademii Gospodarki Narodowej w Tarnopolu
- 1997, 1999, 2003 – nagroda zespołowa Rektora Akademii Ekonomicznej w Poznaniu (trzykrotnie)
- 2008 – nagroda Lider Edukacji Ubezpieczeniowej
- 2008 – nagroda Człowiek Roku przyznana przez Gazetę Ubezpieczeniową
- 2010 – nagroda Rzecznika Ubezpieczonych Zasłużony dla Konsumentów usług ubezpieczeniowych[8]
- 2011 – nagroda zespołowa I stopnia Rektora Politechniki Warszawskiej[3]